# يوشيو تاناكا
يوشيو تاناكا (باليابانية: 田中純夫) هو سباح ياباني، ولد في 5 مايو 1930.

## وصلات خارجية
- يوشيو تاناكا على موقع الاتحاد الدولي للسباحة (الإنجليزية)
- يوشيو تاناكا على موقع أوليمبيديا (الإنجليزية)